# Echte adders
Echte adders (Viperinae) zijn een onderfamilie van slangen behorend tot de familie adders (Viperidae). 

## Naam en indeling
De groep werd voor het eerst wetenschappelijk beschreven door Nicolaus Michael Oppel in 1811. Echte adders verschillen van de groefkopadders (Crotalinae) door het ontbreken van een groeforgaan, die de groefkopadders wel bezitten en hieraan hun naam te danken hebben. De gewone adder die ook in België en Nederland voorkomt behoort ook tot de echte adders. 
De echter adders worden vertegenwoordigd door 101 soorten in dertien geslachten. Drie geslachten zijn monotypisch, wat betekent dat ze maar een enkele soort kennen.

## Uiterlijke kenmerken
De slangen worden in de regel niet zo groot en bereiken een lichaamslengte van ongeveer 30 tot 80 centimeter. Slechts weinig soorten worden langer dan een meter. Echte adders hebben vaak gekielde schubben, dat wil zeggen dat ze een opstaande rand hebben op de schub. Vrijwel alle soorten hebben een duidelijk van het lichaam te onderscheiden kop, deze kan vanaf de bovenzijde bezien zowel driehoekig, hartvormig, peervormig als langwerpig van vorm zijn. De meeste adders hebben een verticale pupil, maar eer zijn enkele uitzonderingen zoals de padadders die een ronde pupil hebben. De padadders worden hierdoor wel gezien als een primitieve groep van de echte adders. 

## Verspreiding en habitat
Alle soorten komen voor in Azië, Afrika, Europa en het Midden-Oosten. Veel soorten leven in relatief droge gebieden maar er zijn er ook die in tropische regenwouden leven. 

## Levenswijze
Alle soorten zijn zeer giftig en met name de soorten uit de geslachten boomadders (Atheris) en zaagschubadders (Echis) zijn aan te merken als bijzonder gevaarlijk voor de mens. Echte adders leven vaak vooral van kleine zoogdieren en daarnaast worden wel vogels, reptielen en amfibieën buitgemaakt. 
De vrouwtjes zetten in de regel geen eieren af maar zijn eierlevendbarend, de jongen komen levend ter wereld. Er zijn echter uitzonderingen zoals de soorten uit het geslacht padadders (Causus) waarbij de vrouwtjes eieren afzetten. 

## Geslachten
De navolgende geslachten vormen deze onderfamilie: 
| Naam                    | Auteur                                                 | Aantal soorten | Verspreidingsgebied |
| ----------------------- | ------------------------------------------------------ | -------------- | --- |
| Boomadders (Atheris)    | Cope, 1862                                             | 18             | Afrika; Kenia, Oeganda, Kameroen, Equatoriaal-Guinea, Centraal-Afrikaanse Republiek, Congo-Kinshasa, Congo-Brazzaville, Gabon, Angola, Togo, Ghana, Nigeria, Soedan, Mozambique, Zambia, Tanzania, Rwanda, Burundi, Malawi, Ivoorkust, Equatoriaal-Guinea, Guinee, Sierra Leone en Liberia |
| Pofadders (Bitis)       | Gray, 1842                                             | 18             | Afrika; Benin, Nigeria, Tsjaad, Centraal-Afrikaanse Republiek, Kameroen, Oeganda, Equatoriaal-Guinea, Congo-Brazzaville, Congo-Kinshasa, Angola, Zambia, Kenia, Rwanda, Gabon, Tanzania, Zimbabwe, Mozambique, Zuid-Afrika, Malawi, Togo, Ethiopië, Ghana, Ivoorkust, Liberia, Sierra Leone, Guinea, Namibië, Guinee-Bissau, Swaziland, Burundi, Burkina Faso, Niger, Eritrea, Somalië, Gambia, Senegal, Mauritanië, Mali, Soedan, Algerije, Marokko, Saoedi-Arabië en Oman |
| Padadders (Causus)      | Wagler, 1830                                           | 7              | Afrika; Mauritanië, Senegal, Gambia, Mali, Burkina Faso, Niger, Tsjaad, Centraal-Afrikaanse Republiek, Ethiopië, Oeganda, Soedan, Ivoorkust, Kameroen, Congo-Kinshasa, Congo-Brazzaville, Ghana, Togo, Benin, Guinee, Nigeria, Gabon, Angola, Sierra Leone, Kenia, Liberia, Zambia, Mozambique, Malawi, Rwanda, Burundi, Zuid-Afrika, Somalië, Botswana, Zimbabwe, Tanzania, Equatoriaal-Guinea en Namibië |
| Hoornadders (Cerastes)  | Laurenti, 1768                                         | 4              | Afrika en het Midden-Oosten; Verenigde Arabische Emiraten, Jemen, Oman, Israël, Jordanië, Irak, Koeweit, Saoedi-Arabië, Egypte, Libië, Tunesië, Algerije, Marokko, Mauritanië, Mali, Niger, Soedan en Westelijke Sahara, mogelijk in Iran |
| Daboia                  | Gray, 1842                                             | 4              | Azië, noordelijk Afrika en het Midden-Oosten; Pakistan, India, Nepal, Sri Lanka, Bangladesh, Bhutan, China, Myanmar, Indonesië, Thailand, Taiwan, Cambodja, Syrië, Jordanië, Israël, Libanon, Marokko, Westelijke Sahara, Algerije en Tunesië |
| Zaagschubadders (Echis) | Merrem, 1820                                           | 12             | Afrika, het Arabisch Schiereiland en Azië; Afghanistan, Algerije, Bangladesh, Benin, Burkina Faso, Centraal-Afrikaanse Republiek, Djibouti, Egypte, Eritrea, Ethiopië, Gambia, Ghana, Guinee, Iran, India, Israël, Ivoorkust, Jemen, Jordanië, Kameroen, Kenia, Libië, Mali, Niger, Nigeria, Marokko, Mauritanië, Oezbekistan, Oman, Pakistan, Saoedi-Arabië, Senegal, Soedan, Somalië, Sri Lanka, Tadzjikistan, Tsjaad, Togo, Tunesië, Turkmenistan, Oeganda, Verenigde Arabische Emiraten, Westelijke Sahara                                                                                                |
| Eristicophis            | Alcock & Finn, 1897                                    | 1              | Azië; Afghanistan, Iran en Pakistan |
| Macrovipera             | Reuss, 1927                                            | 3              | Azië, Europa, noordelijk Afrika en het Midden-Oosten; Algerije, Tunesië, Cyprus, Irak, Turkije, Afghanistan, Syrië, Libanon, Iran, Pakistan, India, Jordanië, Rusland, Armenië, Azerbeidzjan, Turkmenistan, Kazachstan en Tadzjikistan |
| Montatheris             | Boulenger, 1910                                        | 1              | Afrika; Kenia |
| Montivipera             | Nilson, Tuniyev, Andrén, Orlov, Joger & Herrmann, 1999 | 8              | Azië, Europa en het Midden-Oosten; Armenië, Azerbeidzjan, Turkije, Iran, Griekenland, Syrië, Libanon en Israël |
| Proatheris              | Peters, 1855                                           | 1              | Afrika; Malawi, Mozambique en Tanzania |
| Pseudocerastes          | Boulenger, 1896                                        | 3              | Azië en het Midden-Oosten; Irak, Koeweit, Saoedi-Arabië, Iran, Afghanistan, Pakistan, Oman, Verenigde Arabische Emiraten, Syrië, Israël, Egypte en Jordanië |
| Vipera                  | Laurenti, 1768                                         | 21             | Europa, noordelijk Afrika, Azië en het Midden-Oosten; Noorwegen, Zweden, Finland, Frankrijk, Denemarken, Duitsland, Oostenrijk, Zwitserland, Liechtenstein, Italië, België, Nederland, Engeland, Polen, Tsjechië, Hongarije, Roemenië, Wit-Rusland, Bulgarije, Albanië, Slowakije, Kroatië, Slovenië, Bosnië en Herzegovina, Montenegro, Macedonië, Servië, Estland, Letland, Litouwen, Rusland, Oekraïne, Mongolië, Kazachstan, Noord-Korea, China, Armenië, Georgië, Spanje, Frankrijk, Turkije, Iran, Tunesië, Moldavië, Kazachstan, Kirgizië, Oezbekistan, Tadzjikistan, Marokko, Algerije en Griekenland |